# Ehrenkirchen
Ehrenkirchen là một thị xã nằm trong huyện Breisgau-Hochschwarzwald bang Baden-Württemberg, thuộc nước Đức. Đô thị Ehrenkirchen có diện tích 37,8 km². Dân số thời điểm 31 tháng 12 năm 2020 là 7627 người.
Năm đô thị: Kirchhofen, Ehrenstetten, Scherzingen, Norsingen và Offnadingen đã được sáp nhập vào nhau trong các năm 1973/74. 

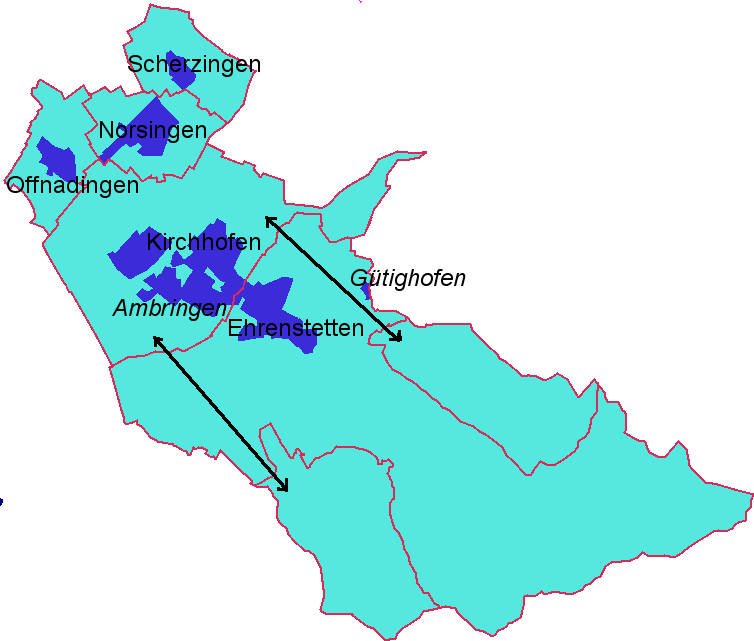
Bản đồ Ehrenkirchen